# Comuna Eftimie Murgu, Caraș-Severin
Eftimie Murgu (mai demult Rudăria) este o comună în județul Caraș-Severin, Banat, România, formată numai din satul de reședință cu același nume.

## Așezare geografică
Din punct de vedere geografic, comuna Eftimie Murgu, este situată în SV României,la marginea de SE a județului Caraș Severin, în depresiunea Almăjului. Este situată între:44º54’16’’ lat N la Lunca lu’ Brusu; 44º43’30’’lat S la Vrapcioanea; 22º2’29’’ long V; 22º12’30’’ long E .
Localitatea este cunoscută pentru celebrele mori de apă, vechi de sute de ani.
Complexul Mulinologic de la Rudăria atrage numeroși turiști din țară și de peste hotare.
Se învecinează la N cu Prilipeț, la S cu Munții Almăjului, la V cu Bănia, la E cu Prigor. Satul mai este de asemenea situat între dealurile Poleanca, Croul Murguleștilor, Țiglărie, Utriste și Iloca(pe partea dreaptă) și pe partea stângă cu dealurile Socolot, Cotovat, Prislop, Roneste, Graocea,Vartop.

### Suprafața
Rudărenii își trăiesc viața în cele 107 ha ale vetrei satului, vatră pe care și-au durat-o de-a lungul anilor.
Suprafața administrativă este de 9902 ha,așezată sub cupola timpului și al legendelor, din care 6103 ha sunt ocupate de păduri, iar aria locuibilă este de 23.602 mp, așezată la 335 m altitudine.
Ocupația de bază a sătenilor este agricultura materializată în cele 1080 ha de teren arabil, 1094 ha sunt reprezentate de fânețe, 2052 ha pășuni, 306 livezi de pomi fructiferi. Locuitorii sunt stăpâni pe 408 bovine, 3437 oi, 105 capre, 80 cai, 500 porci și peste 10000 de păsări.

### Ape
De sub Pregheda izvorăște Rudarica, fir de apa firav și gureș, care, unindu-se cu alte izvoare, va coborî către cheile care îi poartă numele.
Principalul curs de apa îl constituie pârâul Rudarica, afluent al Nerei.
Bazinul său este reprezentat de teritoriul comunei, cu o densitate a rețelei hidrografice de 0,81 km/kmp, fiind cea mai deasă rețea din Banat.
Cele două izvoare ale Rudaricii își au originea în Munții Svinecea. Dupa unirea celor două izvoare, Rudarica Mare și rudarica Mică, râul parcurge 10 km printr-o vale splendidă (Valea Rudaricii) și intră în localitatea care până nu demult îi purta numele.
Albia râului este presarată cu un șirag de mori de apă, începand cu Moara de la Tunel și sfârșind cu Moara din Țarină, mori care până în 1910 însumau un numar de 51, dar potopul din acea primavară a luat 28 dintre ele, dar doi oameni au plătit și ei cu viața în aceea noapte de coșmar.
Înspre Prisacina, afluent al Rudaricii, se deschide o potecă străjuită de păduri de carpen și fag.
Înainte de a intra în sat, râul străbate faimoasele sale chei, împodobite de o parte și de alta de păduricii de liliac sălbatic pe care primavara îl face să-ți topească simțul olfactiv.
Cheile sunt dominate de stânci uriașe și abrupte, două dintre ele având înfațisare omenească, iar localnicii le-au numit Adam și Eva.
În această porțiune de 2 km, valea este vestită prin morile sale de apă vie, mori ce formează cel mai mare complex mulinologic din SE Europei.
Pe dealul Socolot, care este situat în partea dreaptă a cheilor, se află rămășițe de ceramică aparținând “curentului” Coțofeni.

### Clima
Datorită așezării văii și a comunei la 6ºS de paralela de 45º și apărată de curenții de NV, reci, de Munții Semenicului, temperatura medie anuală este de +10,5 °C. Cea mai caldă lună este iulie cu o medie de 20,2 °C, iar cea mai răcoroasă lună este luna ianuarie cu o temperatura medie de 1,5 °C. Primavara se înregistrează o medie de 11,3 °C, iar toamna are o medie a temperaturii de 11,9 °C.
Sunt cunoscute 5 vânturi care împrospătează aerul localitații:
- Sebeșanu - vânt rece din NV
- Bârzășteanu - cu ploi calde din S
- Boarea - vânt secetos din V
- Cacacea - din V
- Vântu ăl Mare - bate din E.

Precipitațiile ating 666 mm³/an. Climei din SE Banatului îi sunt caracteristice și influențe mediteraneene, însoțite de precipitații bogate, în special primăvara și toamna.
În timpul iernii sunt destul de dese zilele când precipitațiile cad sub formă lichidă, fapt datorat tot influențelor mediteraneene, influențe care își pun amprenta și asupra faunei și vegetației.
În aceste locuri,iese în evidență rolul pe care îl joacă relieful în mersul anotimpurilor.
Cantitatea de precipitații constituie una dintre verigile cele mai importante ale acestei clime și totodată una dintre verigile principale ale circuitului apei în natură. Sumele anuale ale precipitațiilor căzute pe raza zonei studiate, ajung la valoarea de 700–750 mm³, aceasta datorită în mare masură frecvenței mari a maselor de aer umed care se produc în partea posterioară a ciclonilor ce se formeaza în cadrul frontului polar.
În semestrul cald, între 1 aprilie și 30 septembrie, cad în medie 450 mm³ de apă, ce reprezintă 65% din cantitatea anuală de precipitații. În semestrul rece cad între 300–350 mm³, ca urmare a predominării regimului anticiclonic, din prezentarea acestor valori, rezultă că precipitațiile au un caracter continental.
În timpul iernii precipitațiile cad mai ales sub formă lichidă, fapt datorat influențelor mediteraneene, influențe ce se manifestă și în floră și vegetație.

### Relieful
Relieful este variat și armonios îmbinat. Zona muntoasă cuprinde o parte a versanților vestici ai munților Almajului, culminând cu vârful Svinecea Mare ( 1224 m ), cel mai înalt vârf calcaros din județ.
Cheile încep de la ultimele case de la ieșirea din Eftimie Murgu, în partea de SV. Ele au luat naștere în urma eroziunii efectuate de râul Rudarica.
Pe o lungime de 1,5 km, cheile devin înguste, pereții masivelor cristaline se apropie între ei, abia lăsând loc drumului forestier.
Versantul stâng este mai sălbatic și mai semeț decât cel drept și datorită fenomenului de eroziune eoliană unele stânci au luat forme mai cidate ( Adam si Eva ).
Versantul drept este mai bogat în vegetație ( Ogașul Fetei ).
La intrarea în chei, pe versantul drept se ridică masivul Rudina Mare ( 825 m ), alcătuit din serpentine. Pe masivul de serpentine se găseste o vegetație ierboasă foarte săracă, vârfurile fiind complet golașe.
Versantul stâng se continuă cu dealul Socolot ( 723 m ), cu versantul vestic abrupt mărginit de Talva Gabrotului( 992 m ) după circa 2 km, cheile își pierd aspectul caracteristic, versanții fiind acoperiți de păduri.
Masivele Svinecea, Pregheda și Lalca sunt formate din calcare liasice,iar restul reliefului muntos este format din șisturi cristaline.
În zona depresionară, relieful se termină cu vârful Rudina ( 870 m ) și talva Gabrotului( 992 m ) sub care coboară vertiginos cu 400–500 m până în Depresiunea Almajului cu terasele și dealurile are compun țarina localitații.La o distanță de 2,5 km de intrarea în chei, valea atinge o lățime mai mare formand o poiană, unde se sărbătorea în fiecare an “Ziua Liliacului”. Printre stânci cresc tufe de liliac ce dau un farmec aparte acestei văi.
Constituția geologică a zonei cercetate este alcatuită din formațiuni cristalofiliene traversate de roci magmatice, formațiunile cristaline sunt reprezentate prin gnaise amfibolice, care sunt afectate de numeroase fracturi tectonice.
Vârsta intruziunilor de roci magmatice este din jurasicul superior, cretacicul inferior. Rocile magmatice cu formațiuni cristaline se găsesc în liziera pădurii. Pe aceste roci, pătura de sol vegetal este mai subțire datorită rezistenței ridicate a rocilor la alterarea fizico-chimică.
Formarea cheilor în șisturi crisatline apare ca urmare a gradului mare de tectonizare, rețeaua fisurilor accentuând procesul eroziv. Se observă o creștere a versanților din amonte în aval, pe masura apropierii de contactul tectonic dintre cristalinul autohton și cristalinul getic, cunoscut sub numele de “Linia Rudaria”, accident tectonic de mare amploare, soldat uneori cu mari inundații așa cum au fost cele din primăvara anilor 1910 și 1941 sau cele din toamna lui 1827 și 1955 care au provocat mari pagube materiale.
Tot aici au fost efectuate cercetări și forări care au evidențiat în serpentine concentrații de nichel, plumb, cobalt și alte minerale rare și disperse precum și aur nativ ( pirite de până la 5 mm3). Calcarele lisiatice din raza comunei conțin importante zăcăminte de cărbune-huilă antracitoasă cu 7200-7800 cal.
Sunt prezente zăcăminte de huilă, la Pregheda, la Fântâna lu’ Dănuț și la Corhanul Rudarii.
La Cracu’ lu’ Otiman și la Priod s-a confirmat existența minereurilor ce conțin 38% fier și 17%-20% mangan.
La Marinizvor și la Curmulice se găsește azbest crizolit, oblenda și micru, folosite la fabricarea tuburilor de bitum.
La Curmulice și la Priod se mai găsește și mozaic alb și roșu.
Importante zăcăminte de lignit au fost semnalate la Rusnic și Socolot,iar pe Cotovat a fost exploatat aur, aflat sub formă de filoane.
O alta resursă importantă o constituie pădurile de fag, păduri foarte exploatate.
Din harta solurilor întocmită de D.S.A.P.C. Timișoara pentru Ocolul silvic Bozovici, observăm răspândirea următoarelor soluri:
- soluri brune acide ( disticambosoluri )
- predomină în regiunile montane, pe versanții puternic înclinați sau pe culmile înguste, soluri care sunt supuse unui proces lent de denudație;
- materialele de solidificare sunt exclusiv acide, formate din roci dure sau din produsul alterării acestora, dar și din materiale transportate pe distanțe apreciabile și dispuse în depresiuni intramontane;
- condițiile climatice se caracterizează prin temperaturi medii anuale de 6-8 °C în zona centrală și NE a Banatului și de 8-9 °C în zona montană sudică, care favorizează apariția solurilor brune acide la 400 m;
- chiar dacă sunt acoperite cu o vegetație ierboasă, apar frecvent pâlcuri de păduri de fag cu conifere;
- valoarea medie a precipitațiilor depășește în toate cazurile 800 mm. Pe fondul unei evapotranspirații mai reduse, solul se găsește aproape permanent la capacitatea de câmp, iar fluxul de apă descendent amplifică procesul de debazificare;
- conținutul de humus este mijlociu doar în orizontul de suprafață;
- geneza solurilor brune acide din zone fragmentare și accidentate ale Banatului este corelată cu procesele de denudare slabă, dar continuă. În aceste condiții, solul a rămas într-un stadiu moderat al evoluției;
- sunt situate în zona montană din sudul comunei, in zonele formate pe roci cristaline și granite, sub făgete pure sau în amestec.
- soluri brune mezobazice
- condițiile climatice variază într-un interval larg, cu temperaturi de 9-11 °C în zona de câmpie și 6-9 °C în zona piemontală și premontana;
- materialele parentale pe care au evoluat aceste soluri apar grupate în funcție de formele majore de relief;
- vârsta și originea determină o diferențiere a acestor soluri.
- rendzinele

apar pe lângă solurile brune;
- terra rossa sau argiluvisolurile;
- tenta lor roșcată este determinată de prezențele ridicate de oxizi și hidroxizi de fier, proveniți din alterarea calcarelor;
- au un volum edafic util redus ( 70–100 cm );
- conținutul de humus este redus spre mare ( 3%-6% ) și se menține ridicat pe porțiunile ce permit bioacumularea;
- se găsesc pe formele de relief tinere, în lunci și câmpii joase, sau pe forme de relief înclinate cu soluri întinerite prin eroziune geologică;
- soluri aluvionale - în zona de luncă a localitații, zonă în care predomină agricultura ( cultivarea cerealelor în mod special ).

### Fertilitatea solurilor
Chiar daca procesele bioacumulative sunt mai reduse, iar rezervele de nutriție mai slabe, condițiile climatice reușesc să completeze parțial restricțiile edafice și chimice. Din punct de vedere al zonalitații pedogeografice, cele mai pretabile pentru folosința arabilă sunt solurile eu-mezobazice gleizate formate pe depozite loessoide și fluviatile. Cele mai fertile sunt solurile aluvionale din zona de luncă - aici se face agricultura.

### Vegetația
Vegetația cheilor este foarte variată comparativ cu suprafața ocupată. Aceasta variație se explică prin diversitatea biotopurilor.
Orografia locală, dar mai ales înclinatia plantelor, determină distribuția speciilor pe stâncării, majoritatea acestora fiind elemente sudice, termofile și xerofile. Astfel, vegetația se distribuie etajat, de la pădurea de luncă din imediata apropiere a râului, la stâncăriile care mârginesc drumul forestier formând siblicuri tipice pentru aceste biotopuri xerofile; la altitudini mai ridicate, pe versanții orientați spre vale, se găsesc păduri mai puțin compacte, formate din fag, carpen, mojdrean, liliac, arțari.
Datorită variațiilor condițiilor staționale se produc adesea inversiuni ale etajelor de vegetație. Pe versanții umbriți din apropierea văii, fagul coboară până la cca. 400 m, în timp ce pe versanții însoriți, în compoziția floristică a pădurlor sunt frecvente speciile mai termofile, printre care se întalnesc și specii caracteristice stâncariilor:liliac, mojdrean, cărpinița, scumpina, cer, garnița, tei.
Pe stânci și pe suprafețe cu porțiuni măcinate sau pe soluri mai pietroase apar frecvent și specii ierboase caracteristice: sesleria filifolia, pao nemoralis, moehringia pendula, festuca valesiaca, festuca rupicola, sedum acre, sedum hispanicum, alium flavium, genista ovata.
Aspectul caracteristic al acestor stâncării este dat de prezența speciei alyssum petraeum, care, înflorind în luna mai, împreuna cu liliacul și majoritatea speciilor de aici, formează tufe de un galben intens, care conferă peisajului o valoare deosebită.
Lunca râului este marginită de pădure de fag, la baza versanților umbriți, la care se adaugă carpen, arin negru și mai puțin, arțari, alun, corn, păducel, tei; pe partea însorită a văii domină arinul, plopii și sălciile.
Stratul ierbos al pădurilor de fag și carpen cuprinde specii caracteristice ca: anemone nemorosa, dentaria bulbifera, arum orientale, asperula odorata, corydalis cava, stellaria nemorum, viola odorata, dar și cele două specii de tătăneasă: symphytum tuberosum și sympytum ottomanum.
În biotopurile umede apar caltha palustris, epilobium montanum,lysimachia vulgaris, polypodium vulgare.
Condițiile cliamtice influențează de asemenea vegetația. Insolația puternică și căldurile foarte mari din luna mai au determinat, în 2003, trecerea rapida a fenofazei înfloritului liliacului, acesta având flori mai albicioase, cu miros slab.
Dacă în peisaj, în luna mai, atrag atenția florile de syringa vulgaris, fraxinus ornus, cytissus sp., sedum sp., toamna sunt foarte evidente tufele de scumpie care devin roșiatice.

### Fauna
Așezarea geografică și diversitatea formelor de relief, clima și evoluția peisajului biogeografic se răsfrânge asupra componenței și repartiției elementelor faunistice.
Pădurea adăpostește animale ca: șoarecele gulerat ( apodemus tauricus ), veverița ( scirus vulgaris ), viezurele ( meles meles ), mistrețul ( sus scrofa ), lupul ( canis lupus ), căprioara ( caprecrus caprecrus ). În ultimii 10 ani, în aceste păduri își face apariția și ursul brun ( ursus aretus ). Bogată este și fauna păsărilor. Aici putem aminti: ciocănitoarea ( picaides trygactihus alapinus ), buha ( buho buho ).
Reptilele sunt reprezentate de: tritonul de munte ( triturus alpestris ), salamandra ( salamandra salamandra ), vipera cu corn ( vipera amodytes ), vipera comună (berus berus), șarpele de casă (natrix natrix), șarpele de alun. Din fauna acvatică o însemnatate, deosebită o au peștii: păstrăvul indigen ( salmo trutto fario ), caracteristic cursului superior al râului.

### Precipitațiile
Ating 666 mm³/an ( în spațiul ocupat de sat ). Climei din SE Banatului îi sunt caracteristice și influențe mediteraneene, însoțite de precipitații bogate, în special primăvara și toamna.
În timpul iernii sunt destul de dese zilele când precipitațiile cad sub forma lichidă, fapt datorat tot influențelor mediteraneene, influențe care își pun amprenta și asupra faunei și vegetației.
Fiind zonă deluroasă, zona în care este situat satul, întalnim:
- Etajul stejarului și al gorunului ( 200 m - 500 m )
- păduri de stejar și gorun;
- se întalnește lupul, vulpea, păsări, șerpi;
- predomină argiluvisolurile-brune;
- Etajul fagului ( 500 m - 1000 m )
- păduri de fag în combinație cu alte foioase: cireș, paltin, frasin;
- ursul, lupul, mistrețul, cerbul, căprioara;
- cambisolurile brune acide de pădure;
- Etajul coniferelor ( 1000 m - 1200 m )
- păduri de conifere în amestec;
- urs, râs, mistreț, cocoș de munte;
- spodosoluri;

Tot râul este cel care ne-a dăruit o luncă bogată,luncă pe care oamenii o cultivă cu cereale, în special.
Aici întalnim vegetație de luncă, formată din: sălcii, anini, plante agățatoare, buruieni, urzici, ”bruscani”...,iar solul întalnit aici este cel aluvional, pământ bun pentru culturi de cereale și legume.

## Istoric

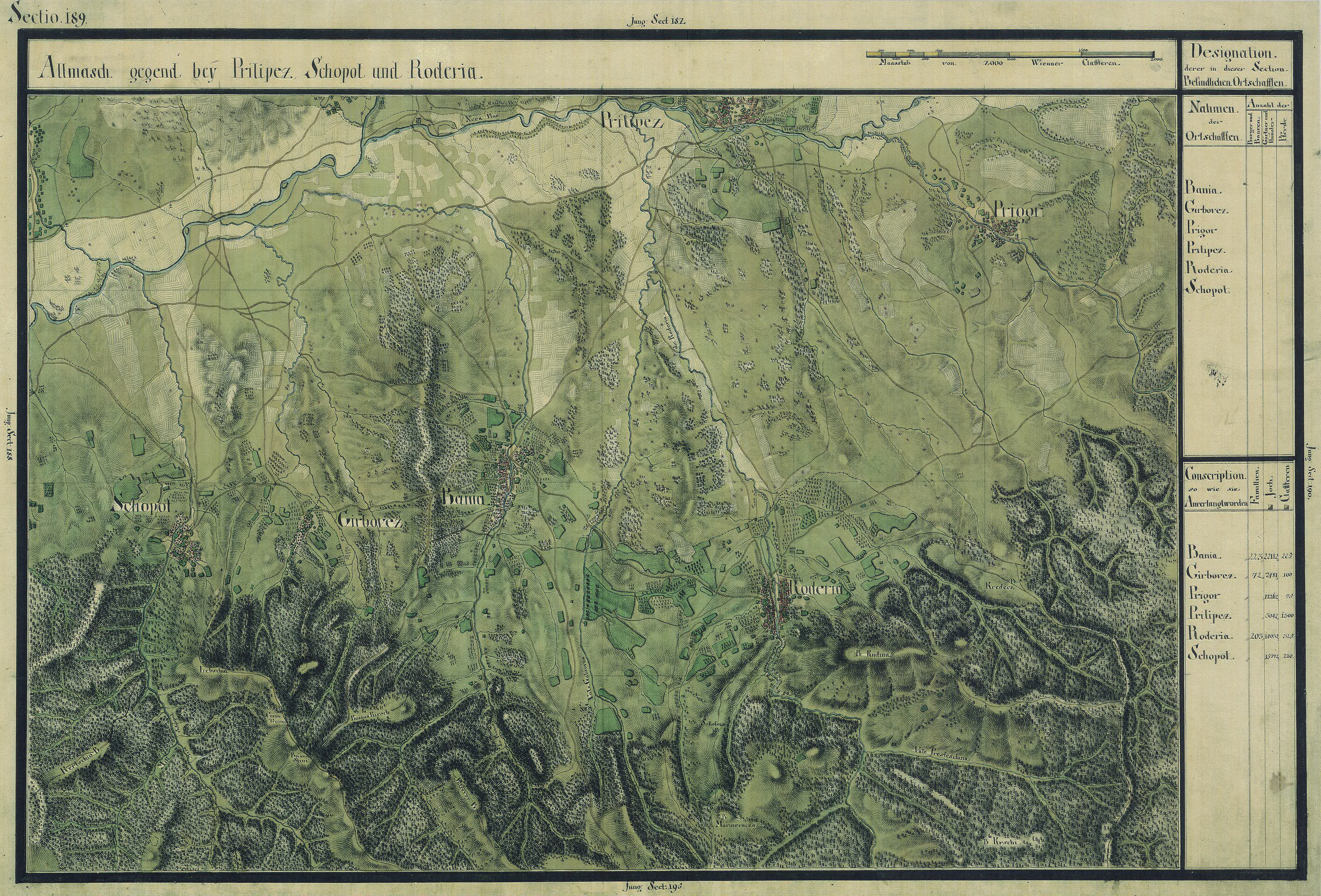
Eftimie Murgu în Harta Iosefină a Banatului, 1769-72

Unele vestigii locale preistorice atestă că teritoriul comunei a fost locuit de oameni și acum aproximativ 4000 de ani. Pe dealul Socolot, la locurile numite Piatra Olarului și Coveiu’lu Traila, s-au găsit numeroase fragmente de ceramică roșie și neagră aparținând culturii Coțofeni, datând de la începutul mileniului II î.h. Din perioada pietrei șlefuite s-a găsit tot pe Socolot în anul 1986, un ciocan din piatră, care dovedește că existau aici condiții prielnice desfașurării vieții. Între Cioaca Mică și Cioaca Mare, mai sus de Piatra Olarului, s-au găsit fragmente ceramice aparținând primei vârste a fierului, datată istoric între anii 1000 și 300 i.h., fragmente ce aparțineau tracilor nordici, strămoșii dacilor de mai târziu. La Fata Rusnicului un sătean a găsit, în 1967, un dinar imperial roman de argint, bătut de împăratul Vespasian. La Margianova,în partea de V a satului se găsesc adesea ghiulele de piatră, dar nu se poate preciza concret cărei perioade aparțin: din timpul romanilor sau din Evul Mediu. Unii specialiști cred că aici se afla castelul nobililor gârlișteni, nobili care au condus acest sat. Primul nume al satului a fost Gârliștea și aparținea nobililor din familia Gârlișteanu
- 16 iunie 1410, Pippo Spano di Ozoro reânnoiește dreptul de proprietate asupra satului lui Sebastian Gârlișteanu
- 1484, satul Gârliștea se găsea pe partea dreaptă a Rudaricii, între Conobars și Iloca, astăzi “Pe Tarmur”;
- 1520-1521, Nicolae Gârlișteanu este ban al Severinului;
- 1522, Emerik Gârlișteanu este comandant al cetății Peci;
- 1540, Gabriel Gârlișteanu este viceban,iar în 1548 este Castelan al Caransebeșului;
- 1544-1548 și 1555,Gavrilă Gârlișteanu este Castelan de Caransebeș;
- 1624-1632, Gheorghe Gârlișteanu este Comote al Caransebeșului;
- 1540,locuitorii satului ctitoresc Vegenia, astăzi orașul Vârșeț, Serbia din Serbia-Muntenegru;
- 1565, numele satului este schimbat din Gârliștea în Rudăria;
- 1632, sătenii se înrolează în armata lui Matei Basarab;
- 1788-1789, la Pregheda are loc o bătălie între turci și cei 1000 de rudăreni și bozoviceni;
- rudărenii mai participă și la războaiele împotriva Franței napoliniene, dar participă și la Războiul Crimeii;
- 28 decembrie 1805, vede lumina marele luptator pașoptist bănățean-Eftimie Murgu-care va avea o viață grea,luptand pentru interesele rudărenilor și ale bănățenilor;
- 19 februarie 1865 vede lumina zilei și marele Ion Sârbu, singurul participant din zona noastră la Marea Adunare Națională de la 1 decembrie 1918;
- 12 mai 1870,la Budapesta, se stinge din viață Eftimie Murgu, distrus de închisori;
- 1872, sunt desființate cele 192 de comunioane și se înființează gospodăriile;
- noaptea dinspre 13 spre 14 iunie 1910, aduce asupra satului un “potop” care curmă viața a două persoane nevinovate, dar mai distruge și 28 din cele 51 de mori care împodobeau cursul Rudaricii în acea vreme;
- 1913, în timpul stăpânirii maghiare, numele satului este schimabat din Rudăria în O’Gerlistye;
- 1922, părăsește această lume Ion Sârbu și este înmormântat la loc de cinste în avlia bisericii ortodoxe din localitate;
- prin decretul nr. 249 din 11 mai 1970, emis de Consiliul de Stat al Republicii Socialiste România, ca omagiu adus de PCR lui Eftimie Murgu, la comemorarea de un secol de la trecerea în neființă a marelui revoluționar, numele satului este schimbat din Rudăria în Eftimie Murgu.

## Demografie
Componența etnică a comunei Eftimie Murgu
     Români (94,21%)
     Alte etnii (0,23%)
     Necunoscută (5,56%)
Componența confesională a comunei Eftimie Murgu
     Ortodocși (79,78%)
     Baptiști (14,27%)
     Alte religii (0,23%)
     Necunoscută (5,71%)
Conform recensământului efectuat în 2021, populația comunei Eftimie Murgu se ridică la 1.296 de locuitori, în scădere față de recensământul anterior din 2011, când fuseseră înregistrați 1.628 de locuitori. Majoritatea locuitorilor sunt români (94,21%), iar pentru 5,56% nu se cunoaște apartenența etnică. Din punct de vedere confesional, majoritatea locuitorilor sunt ortodocși (79,78%), cu o minoritate de baptiști (14,27%), iar pentru 5,71% nu se cunoaște apartenența confesională.

### Natalitatea
| A n u l | Pop.totala | Nr nou-nascuti | Natalitatea/1000 |
| 1791    | 1310       | 36             | 27,5             |
| 1802    | 1431       | 84             | 58,7             |
| 1858    | 2413       | 96             | 39,8             |
| 1879    | 2772       | 112            | 40,4             |
| 1900    | 2830       | 90             | 31,8             |
| 1910    | 2709       | 70             | 25,8             |
| 1930    | 2459       | 65             | 26,4             |
| 1948    | 2378       | 58             | 24,4             |
| 1956    | 2384       | 53             | 22,2             |
| 1960    | 2403       | 49             | 20,4             |
| 1970    | 2254       | 36             | 16               |
| 1980    | 2102       | -              | -                |
| 1990    | 1844       | -              | -                |
| 2000    | 1853       | -              | -                |
| 2005    | 1847       | -              | -                |
| ------- | ---------- | -------------- | ---------------- |

### Religia
În ceea ce privete credința predomină religia ortodoxă care este urmată de religia baptistă. Dintre preoții ortodoxi pot aminti pe: Chirilă Sârbu, Ion Popovici, Ion Sârbu, Iacob Sârbu, Ion Sârbu, Ion Goanta, Nicolae Careba, Tiberiu Suta, Valeriu Popescu, Octavian Popovici, Dragota Solomon, Mihai Gaspar, iar pastori au fost: Pavel Ciortuz, Danila Ciortuz, Pavel Petrut , Timotei Miu , Sfercoci Valentin , in prezent pastor este Dobren Ion

## Morile de apă

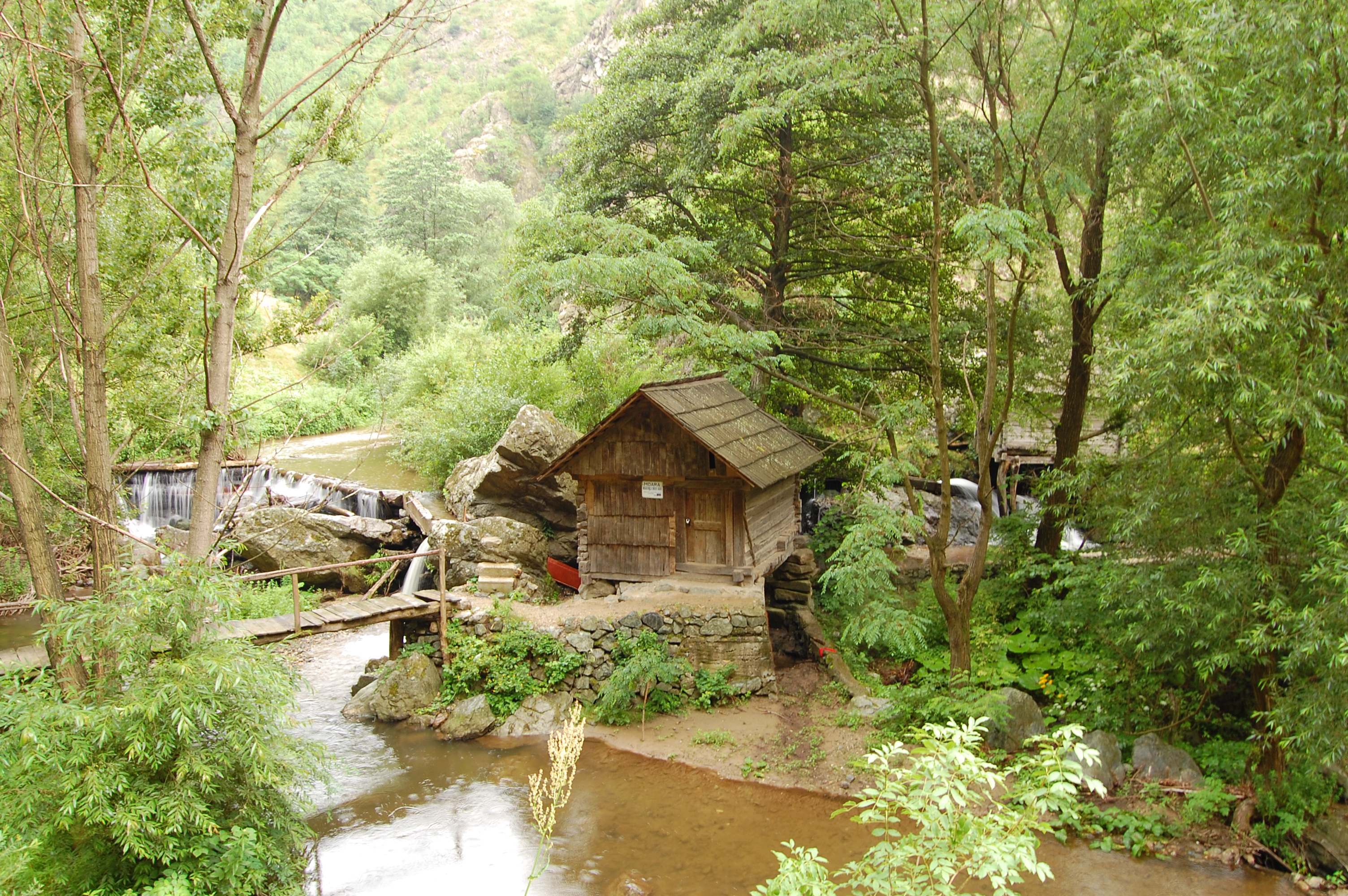
Moară pe râul Rudăria

Pe Valea Rudăriei s-au păstrat în mod miraculos 22 de mori cu ciutură (roată orizontală cu cupe radiale), din cele 40 câte au existat. Așezate asemenea unor salbe de mărgele de-a lungul cursului apei, pe o lungime de 3 km în sat și în afara satului, morile valorifică potențialul energetic scăzut al râului Rudăria.
Exploatând la maximum avantajele terenului, corectându-l prin tunele și baraje, țăranii rudăreni au durat, an dupa an și veac dupa veac, un complex mulinologic monumental și pitoresc, ingenios și eficient, capabil să rezolve nevoile de măcinare ale celor câteva sute de familii din momentul maximei expansiuni a localității.
Roțile acționate de forța apei, inima morii, erau confecționate la început din lemn, iar apoi au fost înlocuite cu cele de metal, pe motive de durabilitate.
Lagărul care susține mișcarea de rotație a rămas tot din cremene alb și este cea mai sigură soluție, pentru că aici nu pot rezista rulmenții.
Făina produsă aici are un gust inconfundabil. Bobul de porumb este macinat de pietre cu o viteză mică, față de viteza morilor de curent.
La început moara era proprietatea a 16-20 de familii care au contribuit la construirea ei. Pe baza unei înțelegeri nescrise, fiecare familie are dreptul la un anumit timp de măcinat. Acest “rând la moară” se poate vinde sau se poate moșteni. O dată pe lună, o zi este rezervată întreținerii morii, aici fiecare familie cu rând își trimite un membru, altfel riscând să-și piardă rândul.
Morile poartă numele constructorului, numele locului unde este amplasată sau numele unei “familii șef”. Astfel întâlnim nume ca: Moara cu Tunel, Rosoanea, Viloanea, Trailoanea, Îndaratnica dintre Ruari și Îndaratnica de la perete, Firizoanea, Popascu, Humbroanea, Maxinoanea, Vamolea, Brusoanea, Laiata, Moara din Țarina, Podu Ilochii, etc.
Pe fondul transformărilor postrevoluționare (1989), mai multe mori au fost lăsate să cadă în paragină, amenințând astfel întregul sit mulinologic. În sprijinul acestui muzeu în aer liber au sărit cei de la Muzeul Astra din Sibiu, care, contractând fonduri europene, au recondiționat morile prin programul Euroart.

## Legende
Odată, cu mult timp în urmă, pe vremea prinților și prințeselor, cineva a încuiat din greșeală în tunelul de la moara cu același nume (“Moara de la Tunel”) niște capre și niște oi!
După câteva zile, cineva trecând pe acolo, o auzit zbierăte de animale din partea locului cu pricina-tunelul ! A mers să vadă ce se întamplă ! A deschis ușa de la tunel și a dat peste acele oi și capre ! Când au ieșit din tunel, omul a băgat de seamă ca animalele erau adăpate și sătule ! De atunci s-ar zice că toată noaptea din tunel se aud cântece și strigăte de bucurie, dar nimeni nu a avut curajul să meargă dupa miezul nopții în acest loc fermecat, dar în același rând și înfricoșător !
Tot din vremea cu prinți și prințese este și aceasta legendă :
« Se spune că în acele vremuri fermecate, în sat trăia o fată superbă !Această fată a fost trimisă de către parinții ei la pădure să ducă mâncare ciobanului care păzea oile! A plecat fata, a ajuns la cioban, om bătrân și urât, care, cucerit de frumusețea fetei, a încercat să o violeze ! Fata s-a speriat și a luat-o la sănătoasa prin padure, iar ciobanul se ținea dupa ea. Au alergat mult, au alergat, dar în locul numit Cracu Fecii bătrânul a prins-o și a violat-o, iar după aceea a ucis-o !

## Politică și administrație
Comuna Eftimie Murgu este administrată de un primar și un consiliu local compus din 9 consilieri. Primarul, Mihai Otiman[*], de la Partidul Național Liberal, este în funcție din octombrie 2020. Începând cu alegerile locale din 2024, consiliul local are următoarea componență pe partide politice:
|  | Partid                                | Consilieri | Componența Consiliului | Componența Consiliului | Componența Consiliului |
|  | ------------------------------------- | ---------- | ---------------------- | ---------------------- | ---------------------- |
|  | Partidul Național Liberal             | 3          |                        |                        |                        |
|  | Partidul Social Democrat              | 2          |                        |                        |                        |
|  | Uniunea Salvați România               | 1          |                        |                        |                        |
|  | Alianța pentru Unirea Românilor       | 1          |                        |                        |                        |
|  | Uniunea Creștin Democrată din România | 1          |                        |                        |                        |
|  | Radu Pavel-Lucian                     | 1          |                        |                        |                        |

## Personalități născute aici
- Eftimie Murgu (1805 - 1870), jurist și profesor de filozofie, om politic, deputat în parlamentul revoluționar maghiar din timpul Revoluției de la 1848.
- Ioan Sârbu (1865 - 1922), deputat în Marea Adunare Națională de la Alba Iulia 1918